# San Francisco de Campeche
San Francisco de Campeche (zkráceně též Campeche) je mexické město na jihovýchodě státu. Je hlavním městem stejnojmenného státu Campeche. Nachází se na břehu Mexického zálivu na západě poloostrova Yucatán. Je jedním z mála měst na severoamerickém kontinentu, která mají dochovalé městské opevnění pocházející z koloniálního období. Jako hlavní město státu představuje Campeche kulturní, ekonomické, vzdělanostní i správní středisko tohoto regionu. Zároveň se jedná o významné centrum obchodu a turismu.

## Přírodní podmínky
Campeche leží v tropickém podnebném pásu na pobřeží Mexického zálivu. Průměrné teploty během roku nevykazují výrazné výkyvy. Střídají se zde období dešťů (červen až září) a suché období (prosinec až duben). Město leží v průměrné nadmořské výšce 3 m n. m.

## Historie
Oblast Yucatánu byla v předkolumbovském období obývána Máji. 
Španělští conquistadoři (především Francisco Hernández de Córdoba a Juan de Grijalva) na Yucatánský poloostrov pronikali od roku 1517. Osada Campeche byla založena v roce 1540, titul města jí byl udělen španělským králem Karlem III. roku 1777.  Pro svoji výhodnou geografickou polohu se město stalo významným přístavem, ze kterého vyplouvaly lodě naložené surovinami z Nového Španělska do Evropy.
Během 16. a 17. století bylo Campeche často napadáno piráty a korzáry. Neustálé nebezpečí vnějšího útoku vedlo k výstavbě systému hradeb, věží a dalších obranných staveb. Výstavba opevnění skončila v roce 1704. Jeho historické jádro figuruje od roku 1999 na seznamu světového dědictví UNESCO. Jde o ojedinělou ukázku urbanismu koloniálního barokního města v regionu Latinské Ameriky.

## Fotogalerie

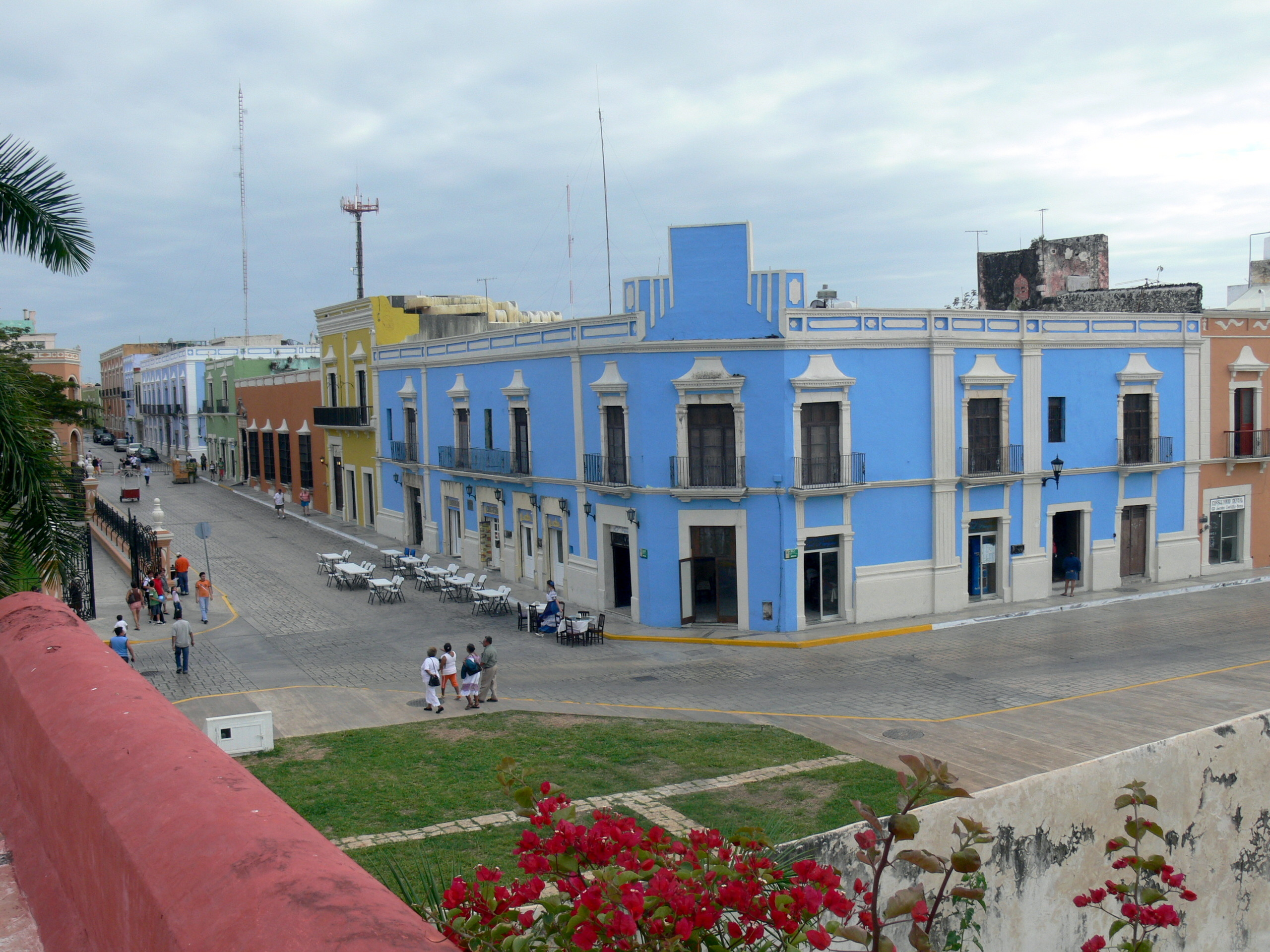
zdejší historická zástavba
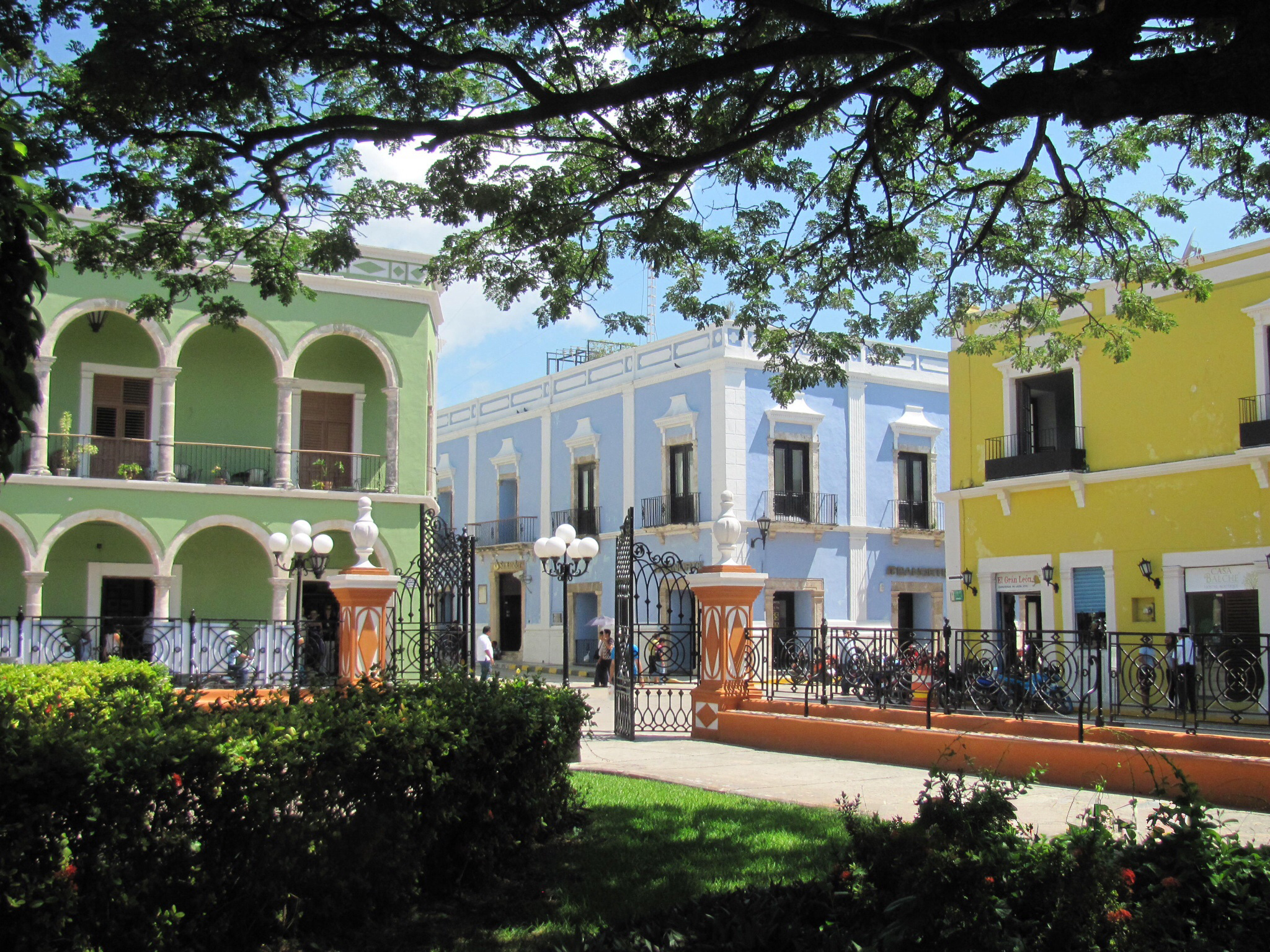
Campeche
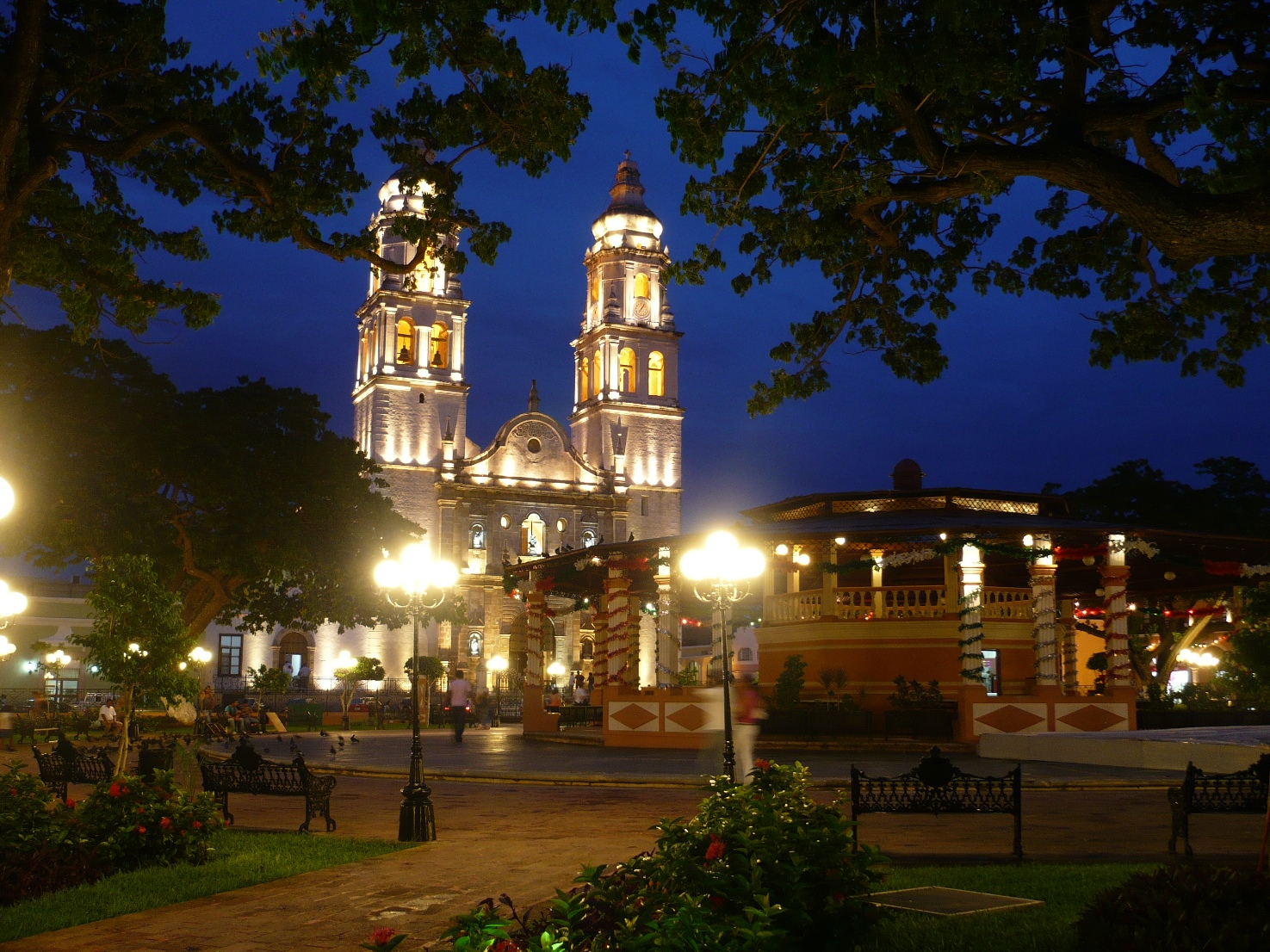
katedrála neposkvrněného početí Panny Marie
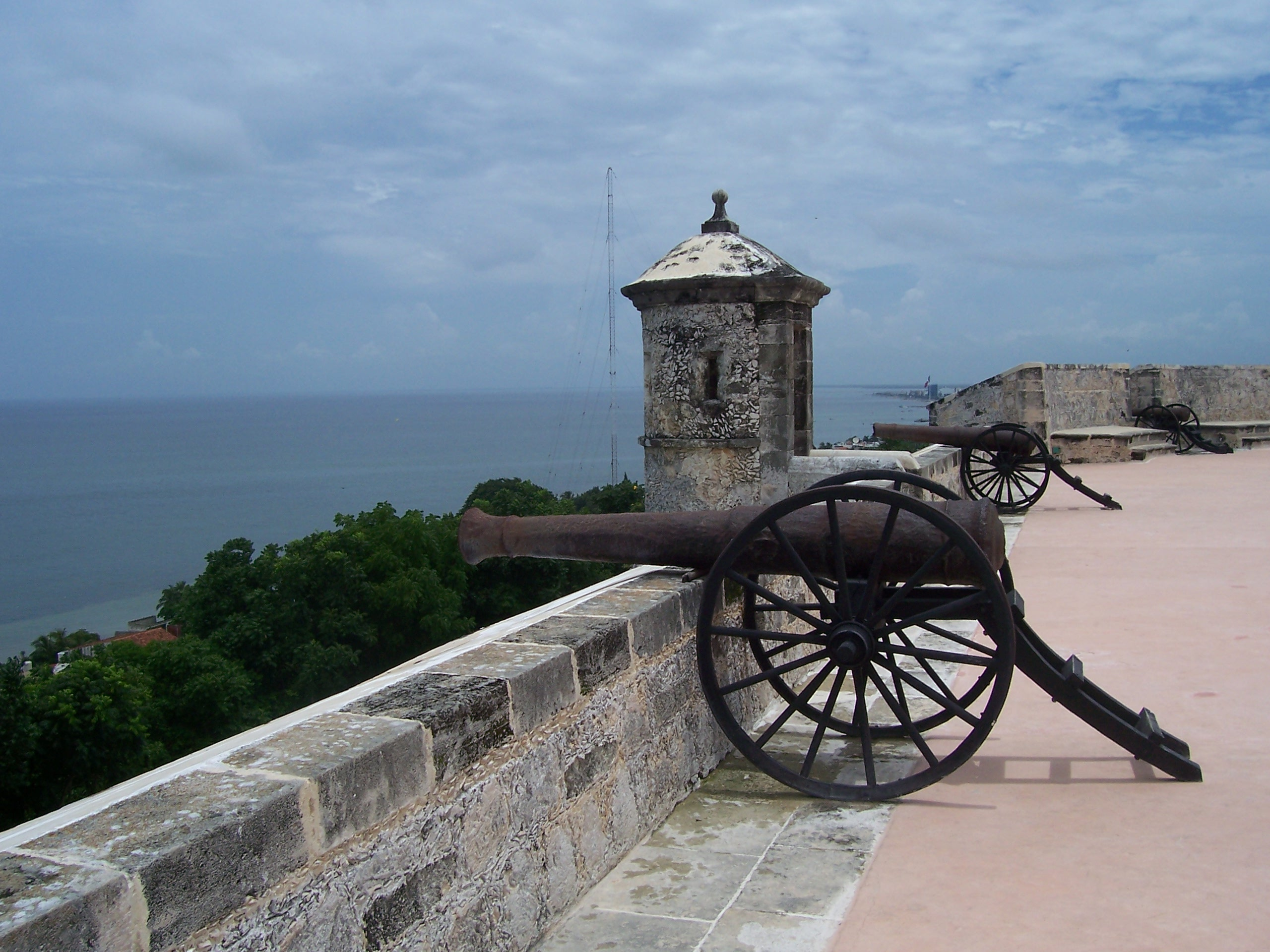
část opevnění
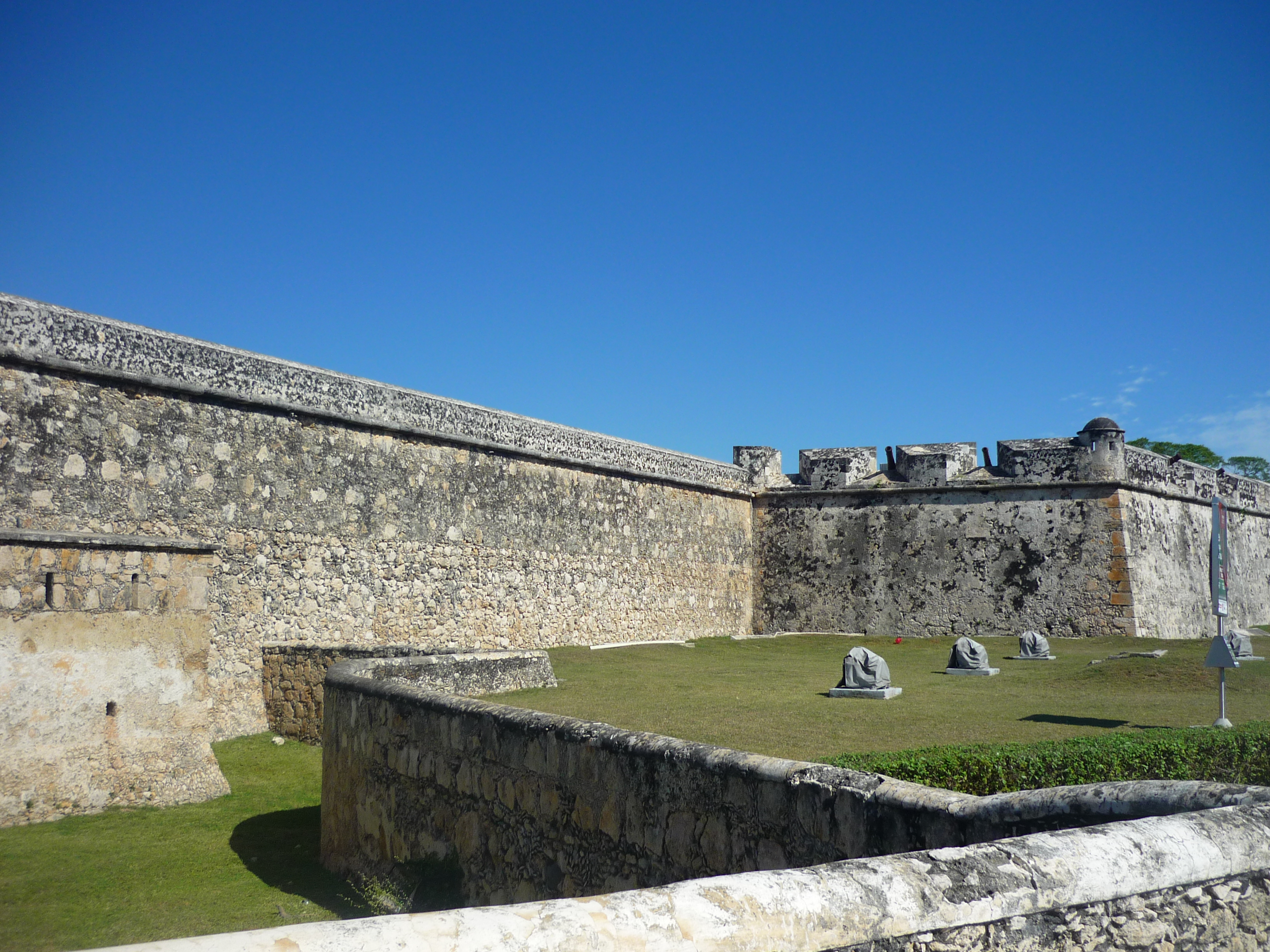
část opevnění
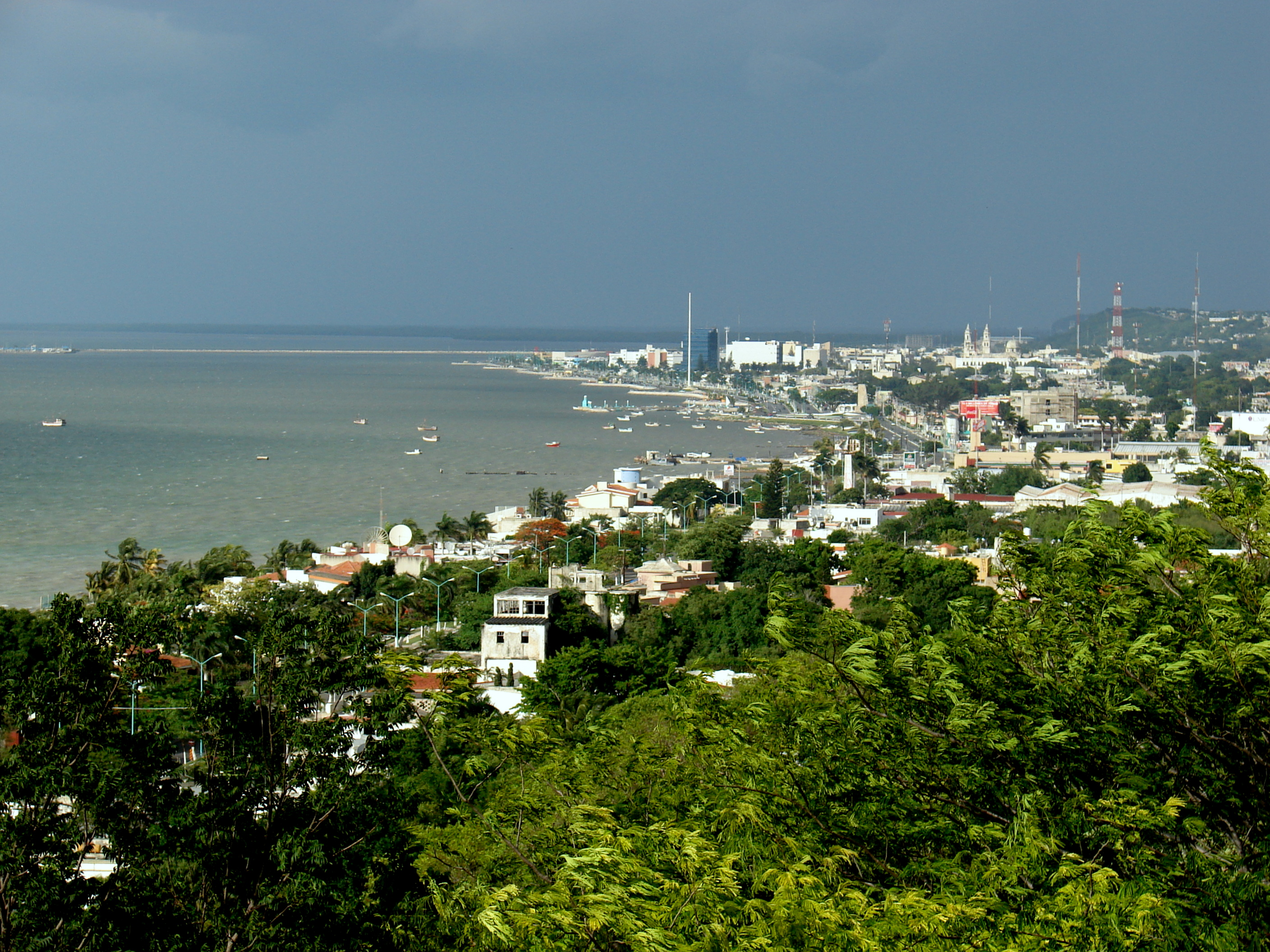
městské panorama